# Transformation (Nattefrost)
Transformation is een studioalbum van Bjørn Jeppesen, enig lid van de muziekgroep Nattefrost. Het album kwam grotendeels tot stand in Jeppesens eigen Nattefrost geluidsstudio in Kopenhagen. Ook in Aken vonden opnamen plaats (Newsound Studio).

## Musici
- Bjørn Jeppesen – synthesizers, elektronica
- Robert Schroeder-Trebor – synthesizers, elektronica op Perfectly connected en Kopenhaachen
- Phil Molto – gitaar op Perfectly connected en Kopenhaachen
- Ute Stemmann – vocoder op A new direction

## Muziek
| Nr. | Titel                                            | Duur |
| --- | ------------------------------------------------ | ---- |
| 1.  | Decadence (Jeppesen)                             | 5:20 |
| 2.  | A path less followed (Jeppesen)                  | 6:02 |
| 3.  | Perfectly connected (Jeppesen, Schroeder-Trebor) | 5:37 |
| 4.  | Fields of infinity (Jeppesen)                    | 5:33 |
| 5.  | Transformation (Jeppesen)                        | 4:25 |
| 6.  | Destination nowhere (Jeppesen)                   | 6:51 |
| 7.  | The contact (Jeppesen)                           | 5;24 |
| 8.  | Kopenhaachen (Jeppesen, Schroeder-Trebor)        | 6:28 |
| 9.  | There is a light (Jeppesen)                      | 4:28 |
| 10. | A new direction (Jeppesen)                       | 5:52 |